# Andrade Gutierrez
Andrade Gutierrez é uma multinacional brasileira de negócios diversificados fundada em Belo Horizonte, Minas Gerais, no dia 2 de setembro de 1948,  pelas famílias Andrade e Gutierrez. Atualmente o grupo Andrade Gutierrez é presidido por Ricardo Sena.
A empresa é uma das maiores construtoras do Brasil, com mais mil projetos executados no Brasil e no mundo. 

## História
A Andrade Gutierrez é um grupo empresarial brasileiro de infraestrutura, fundado em 2 de setembro de 1948 em Belo Horizonte, Minas Gerais, por três engenheiros, os irmãos Gabriel e Roberto Andrade e o amigo Flávio Gutierrez.
Gabriel Andrade e Flávio Gutierrez eram amigos de faculdade e estudavam engenharia quando decidiram fundar a Andrade Gutierrez, o Roberto Andrade irmão de Gabriel entrou logo depois na sociedade. Os amigos Andrade e Gutierrez decidiram comprar algumas máquinas para construir estradas e abriram o primeiro escritório na garagem da família Gutierrez.
Como naquela época no Brasil não tinha muitas indústrias, notaram que o ramo de construção se tornaria uma indústria após a aprovação do Plano Joppert, decreto n. 8.463, de dezembro de 1945 publicado no governo de Getúlio Vargas. O decreto criou o Fundo Rodoviário Nacional (FRN) e reestruturou o Departamento de Estradas de Rodagem (DER). O país passava por grandes desenvolvimentos com a criação de usinas e da Petrobrás.
Em 1948, a primeira obra da construtora foi a canalização da Rua Rio Grande do Norte, projeto da prefeitura de Belo Horizonte. Em 1949, iniciaram a obra do aeroporto de Bambuí, em Minas Gerais.
A Andrade Gutierrez S.A. nasceu como uma pequena construtora mineira e deu origem ao Grupo. Na década de 1950, a companhia construiu a primeira obra interestadual, a rodovia Rio de Janeiro-Belo Horizonte. Participou também da construção da rodovia Castelo Branco, no estado de São Paulo, que se tornou referência de engenharia rodoviária.
No fim da década de 1950 a construtora se beneficia dos planos de modernização do presidente Juscelino Kubitschek, ampliando sua atuação em diferentes estados do Brasil. Nos anos 1960 o grupo constrói a estrada Manaus-Porto Velho, com 850 km.Esse período também foi marcado pela construção da BR-116, que liga São Paulo a Curitiba. Ela foi inaugurada,com a denominação de BR-2, por Juscelino Kubitschek de Oliveira, no começo de 1961. No estado de São Paulo é denominada SP-230.
Nos anos 70 a Andrade Gutierrez construiu a Usina Hidrelétrica de Itaipu, uma das maiores usinas hidrelétricas do mundo.
Em 1975, a Andrade Gutierrez entrou no ramo de construção de ferrovias de aço e iniciou seu primeiro projeto ligando Belo Horizonte a São Paulo e Barra Mansa, no Rio de Janeiro.
No final dos anos 70, a Andrade e Gutierrez era responsável pelo abastecimento de minério de ferro para as usinas siderúrgicas  Companhia Siderúrgica Paulista, Cosipa, em Cubatão, no litoral de São Paulo e a Companhia Siderúrgica Nacional (CSN), em Volta Redonda, no Rio de Janeiro.; nesse período houve a construção da  Usina Hidrelétrica de Salto Osório, o projeto de irrigação Itiúba, na Bahia, o complexo industrial Porto de Trombetas, a Rodovia dos Bandeirantes, em São Paulo e a Usina Hidrelétrica de Emborcação.
Nos anos 80, em meio à “década perdida” , a Andrade Gutierrez expande sua atuação no Brasil e no mercado internacional, sobretudo na América Latina, África e Europa.
Na África a AG entregou a sua primeira estrada internacional, em 1987 , constituída com 120 quilômetros ligando Epena-Impfondo-Dongou, no Congo. Na região, o Grupo AG mantém como principais focos Moçambique, Angola, Nigéria, Gana, Guiné Equatorial, Congo e Argélia.
Na América Latina, sua primeira obra foi o trecho de 150 quilômetros da estrada Chimoré-Yapacani, na Bolívia, para o Servicio Nacional de Camiños. 
Na sequência, foram realizadas obras na América Central, como o Aeroporto Internacional de Nassau, nas Bahamas. Hoje, a AG tem como prioridade na América Latina — Colômbia, Peru e Venezuela. 
Em 1987 a AG compra a companhia portuguesa, a Zagope. Por meio desta e de consórcios com empresas francesas, espanholas e inglesas, a AG construiu estradas, túneis, pontes e viadutos em Portugal e na Mauritânia. A construtora também foi responsável pela ampliação do Metrô de Lisboa — obra iniciada em 1992. Hoje, a Zagope mantém-se como uma das mais importantes empresas de Portugal.
No Brasil, ainda nos anos 80, foram realizadas obras significativas, como o Aeroporto Internacional de Confins, em Minas Gerais, o túnel da Lagoinha, em Belo Horizonte – Minas Gerais,  a canalização do ribeirão Arrudas e a construção da Estrada de Ferro Carajás, que percorre, ao todo, 892 km, ligando os estados do Maranhão e do Pará.
Nos anos 90, a empresa iniciou a diversificação dos negócios e entrou nas áreas de Concessões Públicas e Telecomunicações. A AG iniciou a sua atuação na área de telecomunicações através da criação da AG Telecom, em 1993. Em 1998, a empresa venceu o leilão de privatização do Sistema Telebrás e integrou a operação da Telemar.  Posteriormente, veio  a Contax,  uma das três maiores empresas de contact center do mundo.
Na área de construção, a AG ampliou seu escopo de atuação e hoje realiza projetos nas seguintes áreas de atuação: hidrelétricas, termoelétricas, usinas nucleares, petroquímicas, mineração, siderúrgicas, refinarias, portos, metrôs, saneamento e urbanização, aeroportos, ferrovias, construção civil. No Brasil, a unidade de negócios Industrial conquistou a primeira obra, a Refinaria Duque de Caxias (Reduc) e iniciou uma parceria com a Petrobras.
A primeira experiência da AG Concessões foi com a CCR (Companhia de Concessões Rodoviárias), que hoje é a maior controladora de rodovias sob concessão da América Latina.
O grupo brasileiro instalou-se na Argentina em 1996, onde mantém empreendimentos de infraestrutura.
Hoje, projetos de mineração, de portos, terminais logísticos, rodovias e plantas industriais (como siderúrgicas e de petroquímica) são o foco da divisão global da empresa. 

### Estrutura societária
A empresa é composta por um Conselho de Administração formado pelos principais executivos da companhia. Abaixo, estão 5 comitês de mercado que auxiliam o Grupo na tomada de decisões estratégicas.Acima da governança está o Conselho de Acionistas que é formado pelas famílias Andrade e Gutierrez.
O capital social da companhia é dividido em três partes iguais pelas famílias Andrade e Gutierrez e cada família tem uma empresa ligada ao grupo.

## Segmentos de atuação

### Engenharia e construção
No segmento da engenharia a AG atua na construção de hidrelétricas, termoelétricas, usinas nucleares, petroquímicas, mineração, siderúrgicas, refinarias, portos, metrôs, saneamento e urbanização, aeroportos, ferrovias, construção civil.
Atualmente, no Brasil, a Andrade Gutierrez participa do maior projeto da história da Vale, a construção da Mina da Serra do Sul, no Pará.
A Vale firmou com a AG três contratos no total de R$ 2,3 bilhão, para o megaprojeto S11D, em Carajás, no Pará. Os três contratos envolvem a construção de dois ramais ferroviários de 50 quilômetros e uma usina de beneficiamento capaz de processar 90 milhões de toneladas de minério de ferro por ano.
O S11D é o maior projeto da história da Vale.
Na América Latina, o foco da Construtora Andrade Gutierrez são Colômbia, Peru e Venezuela.
Na Venezuela, a AG conta com três projetos. O primeiro é a construção da Siderúrgica Nacional Jose Inácio Abreu e Lima, em Ciudad Piar, Estado Bolívar. O contrato com o Ministério de Indústrias foi assinado em 2008. A capacidade produtiva da planta Siderúrgica será de 1,5 milhões de toneladas de aço líquido por ano. O segundo projeto também foi assinado em 2008, trata-se da construção do Estaleiro AstiAlba, na península de Araya, Estado Sucre, empreendimento este que visa a prover a PDVSA (Petróleos de Venezuela S.A.) autonomia na fabricação e manutenção de navios petroleiros. O terceiro projeto é a Termoelétrica de Cumaná fase II, também localizada no Estado Sucre, contrato que foi assinado em 2012. A planta terá a capacidade instalada de 760 MW, a qual irá contribuir na geração de energia elétrica para a região oriental do país.
Em 1988 o Grupo Andrade Gutierrez adquiriu a Zagope, construtora portuguesa especializada em obras públicas. 
Com sede em Lisboa e responsável pelas atividades da AG na Europa, Ásia, África e Oriente Médio,  o volume de negócios da Zagope passou dos €160 milhões em 2004 para €506 milhões em 2011.
Com cerca de 5 000 colaboradores, no final de 2014, a Zagope passou a se chamar Andrade Gutierrez Europa, África, Ásia. A mudança teve como objetivo reforçar o posicionamento de grupo global e unificado também nos mercados europeu, africano e asiático.
A empresa que tem presença em mais de 12 países foi responsável pela obra de ampliação da pista do Aeroporto do Funchal, na ilha da Madeira.
Na Argélia, a AG Europa, África, Ásia é responsável pelo Viaduto Transrhumel, na cidade de Constantine, considerada uma das maiores obras de transporte do país. Em Angola, AG EAA atua com obras de infra estrutura nas províncias de Huíla, Cubango 9 e Luanda.
A AG presta serviços de engenharia e construção nos setores de infraestrutura, energia, óleo e gás e mineração.

### Energia
O grupo Andrade Gutierrez, em uma joint venture com a General Electric, opera a fábrica de Torres Eólicas do Nordeste, além de prestar serviços de engenharia na construção de empreendimentos de energia.

### Antigos negócios

#### Infraestrutura
Em julho de 2022, a Andrade Gutierrez vendeu sua participação de 14 9% na CCR para a Itaúsa e a Votorantim por de R$ 4,127 bilhões.

#### Telecomunicações
Em 1993 a AG criou a AG Telecom e em Julho de 1998, a empresa adquiriu, por meio do consórcio Telemar, do qual era líder, a Tele Norte Leste, concessão de telefonia fixa em 16 estados brasileiros, reconhecida nacionalmente pela marca Oi.
Em 2008, a Oi adquiriu a Brasil Telecom. Nessa ocasião, o Grupo AG ampliou a sua participação societária no capital de controle da Telemar Participações e na Contax Participações. O portfolio de negócios abrange a Oi, a Oi Internet, a Way Brasil (operadora regional de TV por assinatura) e a Contax.
A Oi e a Portugal Telecom, uma das principais acionistas da operadora brasileira, firmaram acordo preliminar para uma fusão de suas operações que prevê um aumento de capital de pelo menos R$ 7 bilhões na Oi. A operação criará a CorpCo, uma multinacional com mais de 100 milhões de clientes e permitirá sinergias de cerca de R$ 5,5 bilhões.
A CorpCo teria ações listadas no segmento Novo Mercado da BM&FBovespa, na bolsa de Nova York e na NYSE Euronext Lisbon. No entanto, a parceria não se concretizou e ocorreu uma série de incorporações entre a Oi e a PT, que culminou na extinção da AG Telecom e da Telemar Participações (TmarPart) e sua incorporação pela Oi em 2015. 

#### Geração de energia
Em 2010 a Andrade Gutierrez passou a ser dona de 33% do capital votante da Cemig, estatal mineira presidida por Djalma Bastos de Morais. A AGC Energia, subsidiária da AG, assumiu dívida da Southern Electric Brasil (SEB), proprietária dos papéis, junto ao Banco Nacional de Desenvolvimento Econômico e Social (BNDES), no valor de R$ 2,1 bilhões. Deste total, R$ 500 milhões serão pagos à vista. O acordo foi homologado na Justiça Federal do Rio de Janeiro e encerrou um litígio judicial iniciado há seis anos.
O consórcio Santo Antônio Energia representa a entrada do Grupo Andrade Gutierrez no setor de geração e fornecimento de energia. O consórcio é responsável pela construção e operação da Hidrelétrica Santo Antônio, localizada no Rio Madeira, em Rondônia. Responde, ainda, pela comercialização da energia que será gerada. A Hidrelétrica de Santo Antônio é uma das obras do Programa de Aceleração do Crescimento (PAC), do governo federal e é formada por 50 turbinas geradoras, com capacidade total de 3.568 MW de geração de energia. 
Em 2014, a Cemig GT aumentou em 10% sua participação na Santo Antônio Energia após adquirir 83% do capital total e 49% das ações da SAAG Investimentos, administrada pela Andrade Gutierrez Participações. A estrutura da operação se deu por meio de fundos de investimentos em participações, como o FIP Melbourne, do qual a Cemig GT, em conjunto com fundos de pensão, é investidora. O valor da aquisição foi de R$ 835,3 milhões. A participação da Cemig no Santo Antônio Energia passou a ser de 18,05% (direta e indireta, somadas). 
Em 2017, a AGC Energia vendeu a participação que detinha na Cemig.
Em 22 de março de 2023, a Eletrobras comunicou que a sua subsidiária Furnas adquiriu as participações diretas e indiretas da Cemig, da Andrade Gutierrez Participações e Novonor Energia do Brasil na Madeira Energia S.A. (Mesa), dona da Santo Antônio Energia, que gere a usina hidrelétrica de Santo Antônio.

#### Saneamento básico
A AG Concessões iniciou no ramo de saneamento básico por intermédio da Dominó Holdings. Ingressou como acionista da Companhia de Saneamento do Paraná (Sanepar), e posteriormente na Water Port, que atua no sistema de água e esgoto no Porto de Santos.
Em abril de 2014, a AG encerrou o contrato da Water Port com a Companhia Docas do Estado de São Paulo (Codesp).
Em março de 2017, a Dominó deixou o quadro de acionistas da Sanepar.

## Atuação internacional
O Grupo Andrade Gutierrez inicia a sua atuação internacional nos anos 80, sobretudo na América Latina, África e Europa.
No exterior, a AG atuou em projetos como o Novo Aeroporto Internacional de Quito, no Equador, as rodovias Interoceánicas Sur e Norte, no Peru, e a barragem Baluarte Presídio, no México. Na Europa, a Travessia do Tejo e o túnel de Burata-Ourense, na Espanha. Já na África, destacaram-se a barragem de Boussiaba, a Via Expressa Luanda-Viana e o aeroporto de Mongomeyen, na Guiné Equatorial.

### Países em que a AG atua hoje
Alemanha, Angola, Antígua, Argélia, Argentina, Brasil, Camarões, Colômbia, Congo, Emirados Árabes, Estados Unidos, Gana, Guiné-Conacri, Guiné Equatorial, Índia, Líbano, Líbia, Mali, México, Moçambique, Nigéria, Panamá, Peru, Portugal, República Dominicana, e Venezuela.

### Países em que a AG já atuou
Arábia Saudita, Azerbaijão, Bahamas, Bolívia, Catar, Chile, China, Costa Rica, Equador, Espanha, Grécia, Haiti, Irã, Iraque, Mauritânia, Paraguai, Rússia, Santa Lúcia e Ucrânia.

#### Principais obras
- Interoceanica Sur – Peru
- Siderúrgica Nacional de Venezuela – Venezuela
- Rio Colocaro Potash Project – Argentina

## Principais obras no Brasil
- Reforma do Estádio Gigante da Beira-Rio (RS) [nota 1]
- Maracanã  (RJ) - Reforma
- Reconstrução do Estádio Mané Garrincha (DF)
- Arena da Amazônia (AM)
- Usina Hidrelétrica de Santo Antônio (RO)
- Refinaria do Planalto Paulista (SP)
- Urbanização do Complexo de Manguinhos (RJ)
- Gasoduto Coari-Manaus (AM)
- Usina Hidrelétrica de Simplício (RJ)
- Refinaria Gabriel Passos (MG)
- Rodoanel Mario Covas (SP)
- Cidade Administrativa Presidente Tancredo Neves (MG)
- Terminal de Contêineres do Porto de Santos (SP)
- Ferrovia Norte-Sul (GO) (TO)
- Hidrelétrica de Balbina (AM)
- Usina Hidrelétrica de Itaipu (PR)
- Barragem do Castanhão (CE)
- Companhia Siderúrgica de Tubarão - Alto Forno 3 (ES)
- Refinaria Duque de Caxias - Unidade de HDT (RJ)
- Refinaria Alberto Pasqualini (RS)
- Complexo Carajás - Planta de Mineração de Ferro (PA)
- Metrô de Salvador (BA)
- Metrô do Distrito Federal (DF)
- Ferrovia do Aço (MG)
- Metrô de Belo Horizonte (MG)
- Ferrovia de Carajás (PA)
- Metrô de São Paulo (SP)
- Porto do Pecém (CE)
- Porto de Rio Grande (RS)
- Rodovia BR-319 (AM-RR)
- Rodovia Presidente Dutra (RJ)
- Rodovia Dom Pedro I (SP)
- Rodovia Ayrton Senna (SP)
- Rodovia dos Bandeirantes (SP)
- Rodovia Marechal Rondon (SP)
- Usina Nuclear Angra III (RJ)
- Linha de Transmissão Oriximiná-Manaus (PA-MA)
- Usina Hidrelétrica de Belo Monte – (PA)
- TransCarioca (RJ)
- Parque Olímpico (RJ)
- BRT Belém (PA): Retomada das obras, 21 de Maio de 2013 O atual prefeito Zenaldo Coutinho.

## Quantitativos gerais
- Metrô – 45 projetos
- Ferrovias – 26 projetos
- Aeroportos – 30 projetos
- Edificações – 88 projetos
- Saneamento – 160 projetos
- Irrigação – 26 projetos
- Mineração e Siderurgia – 15 projetos
- Hidrelétricas – 41 projetos
- Termelétricas – 12 projetos
- Rodovias, pontes e viadutos – 433 projetos
- Refinarias – 20 projetos
- Portos – 48 projetos
- Estádios – 4 projetos
- Gasodutos – 13 projetos
- Construção de estaleiros/navios – 1 projeto
- Usinas nucleares – 3 projetos
- Perfuração e completação de poços de petróleo – sondas terrestres: 62,82 Km; sondas marítmas/fluviais: 205,69Km

## Casos de corrupção
A construtora Andrade Gutierrez teve seu nome envolvido no cartel de empreiteiras que desviavam recursos da Petrobras, liderados pela UTC, de Ricardo Pessoa e Odebrecht (atual Novonor), de Marcelo Odebrecht. Em junho de 2015, os executivos da Odebrecht e da Andrade Gutierrez foram presos na 14ª fase da Operação Lava Jato, batizada de "Erga Omnes" (Vale para todos), uma expressão usada no meio jurídico para indicar que os efeitos de algum ato ou lei atingem todos os indivíduos.
Em julho de 2015, o ex-presidente da Gutierrez (na época atual), Otávio Marques de Azevedo, foi denunciado pela força tarefa do Ministério Público Federal e virou réu do processo. O juiz Sergio Moro disse que o grupo Andrade Gutierrez se valeu de métodos variados para lavar o dinheiro desviado da Petrobras.
No dia 22 de Julho de 2015, o advogado de Azevedo entrou com um pedido de habeas corpus no Supremo Tribunal Federal (STF) alegando não haver fundamentos nem de autoria, nem de materialidade para a prisão de Azevedo. 
Em maio de 2016, foi homologado acordo de leniência entre a construtora e o Ministério Público Federal no valor de R$ 1 bilhão.
Em dezembro de 2018, a Controladoria-Geral da União e a Advocacia-Geral da União assinaram acordo de leniência de R$ 1,49 bilhão com a Andrade Gutierrez.
Em 2019, a construtora e o Ministério Público Federal de São Paulo acertaram acordo de leniência no valor R$ 214 milhões.
Em 2021, a empresa realizou um acordo de leniência com governo de Minas Gerais no valor de R$ 128,9 milhões.